# John Playfair

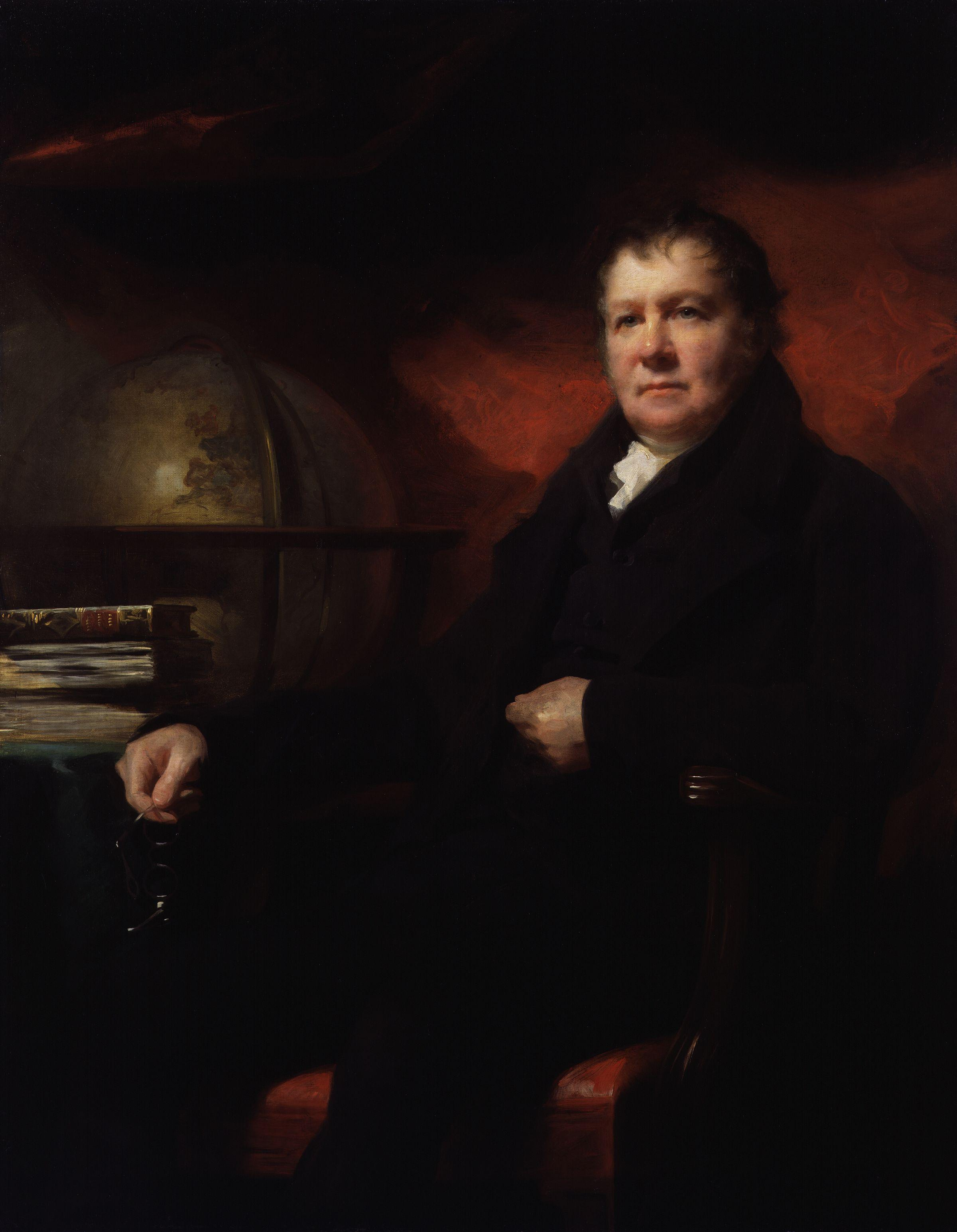
John Playfair – Porträt von Henry Raeburn

John Playfair (* 10. März 1748 in Benvie (bei Dundee), Schottland; † 20. Juli 1819 in Burntisland, Fife, Schottland) war ein schottischer Mathematiker und Geologe und Professor für Mathematik an der Universität Edinburgh.

## Leben und Wirken
In der Mathematik ist John Playfair vor allem für seine Arbeiten auf dem Gebiet der Geometrie bekannt. Er verfasste eine seiner Zeit sehr populäre kommentierte Ausgabe der Werke von Euklid und gab 1795 eine alternative Formulierung des Parallelenaxioms, die seitdem auch als Playfairsches Parallelenaxiom bezeichnet wird. Er war auch einer der ersten Mathematiker, der die moderne Analysis in Großbritannien unterrichtete.
In den Geowissenschaften ist Playfair vor allem durch seine Unterstützung von James Hutton bekannt, dessen Forschungen erstmals die Langsamkeit der geologischen Prozesse zeigten, aber auch dass sie bis heute anhalten (Aktualismus). Playfair begleitete Hutton bei vielen Exkursionen, zum Beispiel an die Nordseeküste, wo sie an einem Felsen die diskordante Schichtung zweier Gesteine bemerkten – ein Hinweis auf langandauernde Verbiegungen der Erdkruste.
Bei einer Reise in die Alpen (wie seine u.e. Schweiz-Karte nahelegt, auch in die Berner Alpen) dürfte er dort erratische Blöcke untersucht haben. Er fand sie auch in Schottland und kam 1802 zu dem Schluss, dass sie durch Gletscher an ihre heutigen Orte transportiert worden sind. Demgegenüber vertrat man in Deutschland noch länger die Lehrmeinung, dass eine große Flut die Ursache der Findlinge sein müsse.

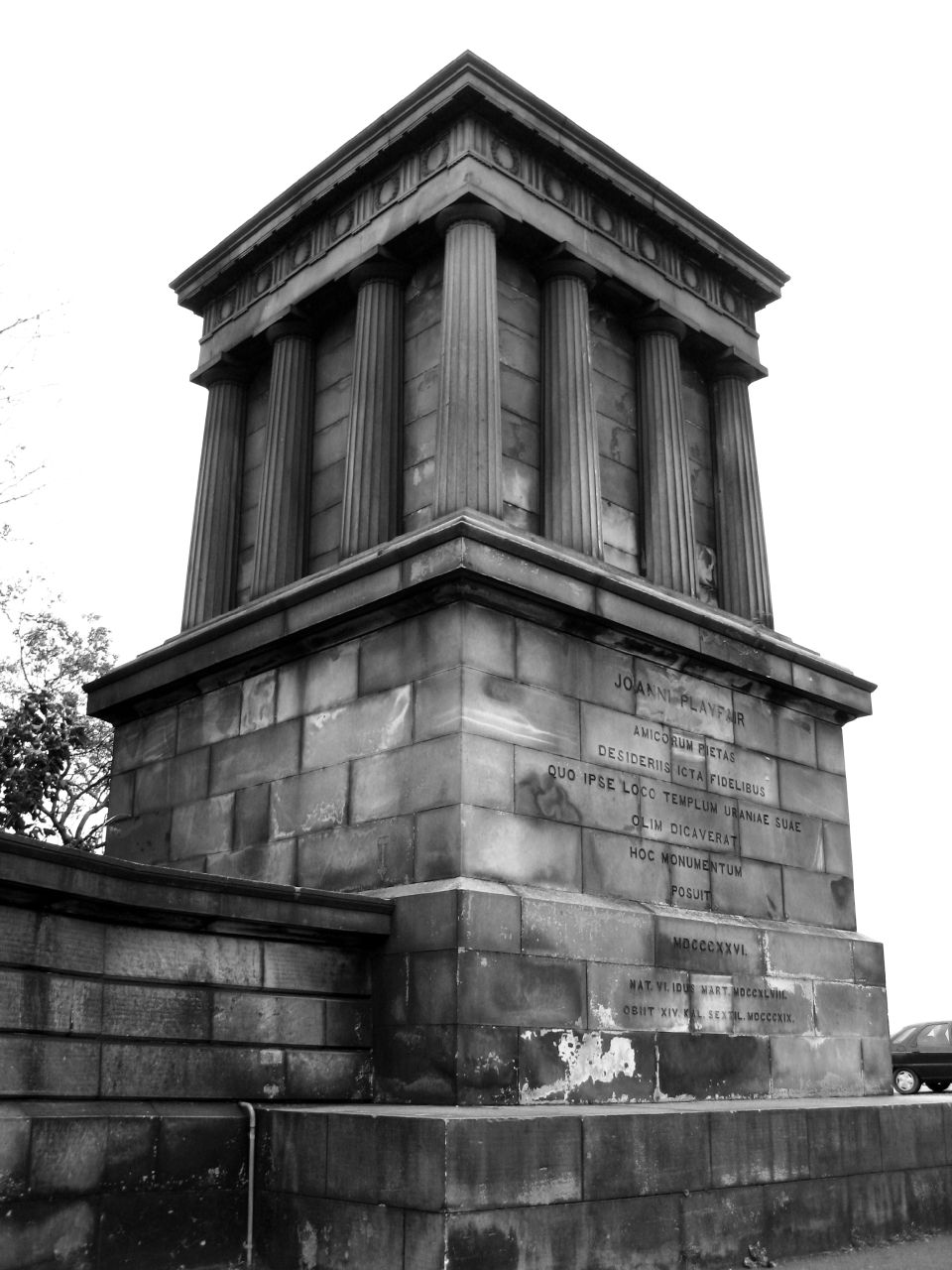
Denkmal für John Playfair auf dem Calton Hill, Edinburgh

So schreibt Leopold von Buch 1815 über die Verbreitung großer Alpengeschiebe und äußert eine Schlammfluttheorie. Hingegen berichtet Jean de Charpentier im selben Jahr über ein Gespräch mit einem Schweizer Bergbauern. Den Einheimischen war längst klar, dass die im Tal liegenden fremden Gesteine vom Gletscher kommen mussten – der früher offenbar viel weiter herab reichte.
Playfair gab nach Huttons Tod die 3. Auflage von dessen „Theory of the Earth“ und weitere Schriften heraus. Huttons Lehrbuch ergänzte er mit einer Zusammenfassung und eigenen Abbildungen, um den schwierigen Stil leichter lesbar zu machen.
1807 wurde er als Mitglied („Fellow“) in die Royal Society und 1783 in die Royal Society of Edinburgh aufgenommen.
Ihm zu Ehren wurden 1935 der Mondkrater Playfair, 1967 das Mineral Playfairit, 1968 die Playfair Mountains in der Antarktis und 1973 der Marskrater Playfair nach ihm benannt.
Sein Bruder ist der bekannte Ingenieur und Volkswirt William Playfair.

## Weitere Werke von Playfair
- Biografie von James Hutton (1805)
- Illustrations of the Huttonian Theory of the Earth (1802, 6XX+528 S.; Faksimiledruck: University of Illinois Press, Urbana 1956. Mit einer Einführung von George W. White)
- SWITZERLAND. Drawn and engraved for Dr. Playfair's Atlas (um 1800; Karte der Ost- und teilweise auch Westschweiz, 48 × 60 cm, gestochen vermutlich für Zwecke der Glaziologie)